# Тембенчи (Нижнее)
Тембенчи (Нижнее) (также Темберчи) — проточное озеро за Полярным кругом в России, располагается на территории Эвенкийского района Красноярского края. Площадь водной поверхности 86,8 км². Относится к бассейну реки Нижняя Тунгуска.
Озеро Тембенчи (Нижнее) представляет собой узкий и длинный водоём, находящийся на высоте 381 м над уровнем моря, тектонического происхождения в ледниково-тектонической трещине южных отрогов плато Путорана. Длина озера — 45 км, ширина колеблется от 1,3 на севере до 3,35 км на юге. Площадь водосборного бассейна — 4270 км². Река Тембенчи впадает в озеро на севере и вытекает на юге. Вода в озере прозрачная и чистая, имеет голубоватый оттенок, почти без естественных химических примесей. В летнее время из-за сильных ветров на озере могут подниматься большие волны. С востока и запада озеро окружают горы высотой до километра и выше. Постоянные населённые пункты на озере отсутствуют. Берег илистый, отсюда возник эвенкийский топоним, имеющий значение «мягкая, вязкая, илистая».
Богато рыбой, водятся: таймень, палия, голец Дрягина, сиговые (пыжьян, валёк), щука, налим, хариус, ленок, тугун,  окунь, щука.
Код объекта в государственном водном реестре — 17010700311116100002138.